# Enfermedad de la orina con olor a jarabe de arce
La enfermedad de la orina con olor a jarabe de arce o enfermedad del jarabe de arce es un trastorno congénito y hereditario que se caracteriza por la eliminación a través de los fluidos corporales, de cantidades anormalmente elevadas de los aminoácidos leucina, isoleucina y valina, la orina tiene un olor que recuerda el de jarabe de arce, de donde proviene el nombre. Está originada por un error innato del metabolismo que provoca la acumulación de aminoácidos de cadena ramificada, lo cual ocasiona daño cerebral grave que, si no se diagnostica precozmente, deja secuelas neurológicas de carácter permanente. El trastorno se hereda de forma autosómica recesiva y se presenta con muy poca frecuencia, alrededor de un caso por cada 185 000 nacimientos, por lo que está considerada una enfermedad rara.

## Fisiopatología
La leucina, isoleucina y valina son aminoácidos de cadena ramificada que se degradan por una vía metabólica común en sus primeros pasos. Uno de ellos es la descarboxilación oxidativa irreversible que es catalizada por el complejo multienzimático deshidrogenasa que se conoce como BCKD (branched chain keto acid dehydrogenase). En la enfermedad de jarabe de arce existe una actividad deficiente de BCKD provocada por mutaciones que afectan a los genes que codifican este complejo enzimático, situadas en los cromosomas 19, 6, 1 y 7, en las regiones 19qB1, 6p21-22, 1p31 y 7 q31-q32. Estas alteraciones de las vías bioquímicas de degradación de los aminoácidos ramificados provoca la acumulación en el organismo de moléculas tóxicas, principalmente leucina y su cetoacido α-cetoisocaproico. Las altas concentraciones de estas sustancias interfieren con el funcionamiento de las células cerebrales, sobre todo neuronas y astrocitos, ocasionando daño cerebral. Debido a la heterogeneidad de las mutaciones, la expresión de la enfermedad es variable y existen varias formas de presentación.

## Tratamiento
El tratamiento consiste en realizar una dieta especial que contenga niveles muy bajos de los aminoácidos leucina, isoleucina y valina. Los pacientes deben realizar esta dieta con carácter permanente para evitar que se produzcan daños en el sistema nervioso.